# Arthur Wellesley, 4.º Duque de Wellington
Arthur Charles Wellesley, 4.º Duque de Wellington KG, GCVO, GCTE, DL (15 de março de 1849 – 18 de junho de 1934) foi um militar e nobre britânico. Era o segundo filho mais velho de Charles Wellesley e sucedeu a seu irmão, Henry, no ducado em 1900.

## Biografia
Era o segundo filho do major-general Lord Charles Wellesley e de Augusta Sophia Anne Pierrepont. Foi educado em Eton, entre 1861 e 1866. Depois de se formar, Wellesley se tornou militar. Ele serviu como um oficial dos Grenadier Guards, o regimento mais importante da divisão da Guarda. Os Guards faziam parte dos cinco regimentos de Household Division, a elite das forças armadas que forneceu segurança para o monarca. Para ser selecionado como um membro da Household Division era uma grande honra e, consequentemente, os beneficiários recebiam dois postos, um como um membro da Household Division e um segundo, de maior posto, como um membro das forças armadas. Recebeu o posto de alferes no seu regimento e de tenente no exército britânico, em 13 de junho de 1868. Ele viria a ganhar o posto de tenente, em seu regimento, e capitão, no exército britânico, em 15 de fevereiro de 1871.
Ao longo de sua carreira, Wellesley não teve nenhuma ação de combate: os seus deveres eram, em grande parte, cerimonial, como parte da guarda pessoal. Ele recebeu a patente de capitão do seu regimento e o de tenente-coronel no exército britânico em 5 de abril de 1879. Wellesley recebeu a patente de major em seu regimento e coronel do exército britânico em 1 de agosto de 1887.
Sucedeu a seu irmão como duque de Wellington em 8 de junho de 1900. Ele também herdou a casa da cidade de Londres, Apsley House, e as propriedades da família em expansão de Stratfield Saye House, com mais de 19,000 acre(s)s (7,689 ha), concedida ao primeiro duque por compra parlamentar pelos serviços militares. A propriedade também incluiu quatro chamados livings; Wellesley tinha o dever, direito e obrigação de preencher cargos em paróquias locais.
Entre 1900 e 1934, teve assento na Casa dos Lordes, estando entre os conservadores. Com a implantação da República Portuguesa, perde o título de Duque da Vitória em 1910.
Ele foi investido como Cavaleiro Grã-Cruz da Real Ordem Vitoriana em 2 de maio de 1902 e um cavaleiro da Ordem da Jarreteira em 8 de agosto de 1902. Ambos os prêmios foram concedidos a ele pelo rei Eduardo VII. Ele também foi premiado com a condecoração espanhola da Grã-Cruz de Carlos III, e a condecoração portuguesa da Grã-Cruz da Torre e Espada. A duquesa morreu em 24 de junho 1927 na Apsley House e foi enterrado no dia 28 de junho, no Stratfield Saye House. Wellesley morreu em Ewhurst Park, Basingstoke, Hampshire, em 18 de junho (ironicamente dia da Batalha de Waterloo) de 1934 e foi sepultado três dias depois, em Stratfield Saye House, Basingstoke, Hampshire, a casa ancestral do Duques de Wellington. Foi sucedido pelo seu varão mais velho, Arthur Charles.

## Casamento e descendência
Em 24 de outubro de 1872, ele se casou com Kathleen Emily Bulkeley Williams, filha do capitão Robert Griffith Williams (irmão de Sir Richard Bulkeley Williams-Bulkeley, 10.º Baronete) e sua esposa Mary Anne Geale (filha de Pears Geale, de Dublin). Tiveram seis filhos:
- Lady Evelyn Kathleen Wellesley[8] (30 de julho de 1873 – 19 de janeiro de 1922) casada com Hon. Robert James,[9] com quem teve um filho.
- Arthur Wellesley, 5.º Duque de Wellington (9 de junho de 1876 – 11 de dezembro de 1941)
- Lord Richard Wellesley (30 de setembro de 1879 – 29 de outubro de 1914)
- Gerald Wellesley, 7.º Duque de Wellington (21 de agosto de 1885 – 4 de janeiro de 1972)
- Lady Eileen Wellesley (13 de fevereiro de 1887 – 31 de outubro de 1952) casada com o capitão Cuthbert Julian Orde RFC, tiveram um filho e uma filha[10]
- Lord George Wellesley (29 de julho de 1889 – 31 de julho de 1967)[2][6]

## Ligação externa
- «Contributions in Parliament by the Duke of Wellington» (em inglês). Hansard 1803–2005
- «Duke of Wellington's Regiment  –  West Riding» (em inglês)